# جرمی شادا
جرمی شادا (انگلیسی: Jeremy Shada؛ زادهٔ ۲۱ ژانویهٔ ۱۹۹۷) یک هنرپیشه، صدا پیشه، و خواننده اهل ایالات متحده آمریکا است.